# 新巴84線
新巴84線是香港一條已停駛的巴士路線。
本線的特別之處是，雖然以杏花邨作終點站，運作方式與一般循環線不同，乘客可以由沿線任何一個車站上落，但為確保班次準確，在小西灣及耀東邨巴士總站會作為調節點，巴士會稍停數分鐘才開出，是一個相當特別的紀錄。

## 歷史
- 1978年4月20日：本線投入服務，當時由中華巴士營辦，往來柴灣（安業街）及筲箕灣（工廠街），於每日早上至傍晚提供服務。
- 1988年10月16日：為方便杏花邨居民，中巴88M線（柴灣地鐵站至杏花邨）併入本線，總站由柴灣安業街延長至杏花邨。
- 1990年4月1日：配合小西灣邨入伙而駛經小西灣巴士總站。
- 1995年9月1日：為方便耀東邨居民往來柴灣，本線改為循環運作，繞經耀東邨、興東邨及西灣河。
- 1998年9月1日：中巴經營權結束，本線由新巴接辦。
- 1999年5月17日：本線延長服務時間至午夜。
- 2000年5月15日：為吸引乘客，本線改為特快循環線（不經柴灣斜），但客量卻因流失前往柴灣道一帶上學的學生客而急劇下降，成為日後取消的導火線。
- 2001年9月23日：配合愛秩序灣發展，本線開始繞經該處。
- 2003年春季：香港爆發「沙士」，本線一度縮減班次至最疏超過1小時一班，假日甚至停駛，直至疫情舒緩後才回復原有班次。
- 2005年1月9日：本線永久停駛，亦象徵新巴服務正式撤出在該處為總部的杏花邨，由新巴2M線（已於2006年停駛，由城巴77線／99線增設雙向分段收費取代）更改路線並提供多條新巴及城巴柴灣路線轉乘優惠，以及城巴85線增設雙向分段收費取代。

## 客量
本線開辦初期與82（來往北角碼頭及柴灣常安街）及83（來往西灣河碼頭／太古城及柴灣新廈街，已停駛）等柴灣區巴士線重疊，重要性相對較低，因而客量偏低，唯在學校上下課時間，84則有效疏導柴灣區及柴灣道斜路學校的學生，成為當時柴灣區學生線之一。
1990年代，由於小西灣不斷發展，耀東居民亦漸漸增多，正好為兩區的居民及學生提供方便的交通服務，客量亦因而增加。此時亦是本線最興旺的時期。不過由於當時路線十分冗長，導致由杏花邨往返筲箕灣或耀東邨的乘客紛紛改乘城巴85或港島綫。
2000年5月15日，本線改為特快循環線（不經柴灣斜），但班次卻減少到20分鐘一班，引致客量大幅流失。
2003年香港爆發「沙士」，本線一度縮減班次至最疏超過1小時一班，更暫停假日的服務，直至疫情舒緩後才回復原有班次，不過已經元氣大傷，班次疏落之餘，乘客大多已改乘專線小巴62系及城巴85線，而耀東邨一帶居民亦寧願步行下山乘搭往來柴灣的巴士路線，留下的只是熟客，令客量一直偏低，更成為新巴當時虧損最嚴重的路線。

## 用車
本線開辦初期，主要採用佳牌阿拉伯五型（LX）及利蘭勝利二型（LV）。
1998年，新巴接辦本線之後，曾經將本線全面空調化，以1991年丹尼士飛鏢（DC）作主力車隊，不過在繁忙時間卻經常爆滿。為解決情況，新巴重新派出非空調巴士行駛本線，派回利蘭勝利二型行駛，空調巴士就因此一度絕跡本線。
踏入21世紀，利蘭勝利二型因年事已高需要退役，取而代之的並不是全新的空調巴士，卻是1979年出廠的短軸利蘭珍寶（SF），之後又有1990年丹尼士禿鷹11米非空調巴士（DM）。2000年末，新巴最後決定注入載客量較少的1991年飛鏢（DC）及1998年的低地台飛鏢（20**）行駛本線，代替非空調巴士。